# Matt Lindland
Matthew James Lindland (né le 17 mai 1970) est un pratiquant de mixed martial arts et un ancien lutteur américain spécialiste de la lutte gréco-romaine. Aux Jeux olympiques d'été de 2000, il remporte la médaille d'argent de sa catégorie de poids. Après l'arrêt de sa carrière, Matt James Lindland s'est lancé dans le coaching, le business, le cinéma et également dans la politique où il se présente aux élections à la Chambre des représentants de l'Oregon. Il est battu par Suzanne VanOrman .

## Palmarès

### Combat Libre
Son palmarès actuel en combat libre est de 20-5-0.

### Jeux olympiques
- Jeux olympiques de 2000 à Sydney,  Australie
  -  Médaille d'argent